# Бальтазар Брум
Бальтасар Брум Родрігес (ісп. Baltasar Brum; 18 червня 1883, Монтевідео — 31 березня 1933) — адвокат, дипломат і політик, президент Уругваю між 1919 і 1923 рр.

## Навчання
Навчався у підлітковому віці в Політехнічному інституті Сальто, він вивчав право в Монтевідео, отримав юриста в 1909 році. Студентський лідер у період навчання він встановив свою юридичну фірму в Сальто, де він також присвятив себе викладанню і журналістиці.
Безумовним прихильником ідеології державного діяча Хосе Батль-і-Ордьєнєса, він швидко отримав престиж з моменту його раннього політичного виступу в партії Колорадо, де він символізував молоде покоління, яке підтримувало Батлізм .

## Політичні дії
У червні 1913 року він був призначений міністром державного управління. Після вступу на посаду 1 березня 1915 року президент Фелісіано Вієра призначив його міністром внутрішніх справ, посаду якого він обіймав до вересня 1916 року, коли він був призначений міністром закордонних справ, посаду, на якій він отримає величезну славу.
У той час, одночасно з розвитком у Європі Першої світової війни, в Уругваї (який оголосив себе нейтральним на початку конфлікту у серпні 1914 року), відбулася сильна журналістська кампанія на користь союзників, так як у Аргентині було запропоновано розрив відносин з Німеччиною та Австро-Угорщиною. У цій кампанії сильно вплинули органи преси, пов'язані з французькою, англійською та італійською громадами.
Після вступу США в конфлікт на стороні союзників у квітні 1917 р.до згаданої кампанії приєднався дипломатичний тиск на країни Латинської Америки, щоб розірвати зв'язки з союзниками Німеччини. У деяких випадках, як, наприклад, в Аргентині, на той час під керівництвом нейтраліста Хіполіто Ірігойєна, тиск не приніс жодних результатів, так що у вересні 1917 року в Ріо-де-ла-Плата була присутня американська ескадра під командуванням Сполучених Штатів.
Через кілька тижнів, у жовтні 1917 року, вісім німецьких кораблів, які нібито транспортували нітрати та інші компоненти для виробництва вибухових речовин до Німеччини, були реквізовані урядом Уругваю, згодом передані до комісії союзників . У той же час уряд Фелісіано Вієра розірвав дипломатичні відносини з Німеччиною.
Цей факт показує, серед іншого, традиційну дипломатичну орієнтацію Батлізма на Сполучені Штати, яка виникла з концепції, яку Хосе Батле і Ордоньєс стверджував: майбутнє людства належало «молодим народам», таким як Сполучені Штати, в опозиції «Деспотії», «старі народи», як Німеччина кайзера Вільгельма I. Уругвай повинен йти шляхом першого.
Незабаром після цього міністр Бальтасар Брум був запрошений відвідати Сполучені Штати Державним секретарем США Робертом Лансінгом. Поїздка відбулася на початку 1918 року, Брум повертається в Монтевідео в листопаді того ж року.

## Участь у процесі конституційної реформи
Відповідним був його виступ у «Комісію восьми», разом з д-ром Домінго Ареною, Рікардо Ареко та Хуаном Антоніо Буеро, Національну партію, яку представляли лікарі Леонель Агірре, Карлос А. Берро, Мартин C. Мартінес і Алехандро Галінал. Комісія працювала протягом 1917 року, написавши остаточний текст Конституції 1918 року.

## Президентство
1 березня 1919 року Бальтасар Брум був обраний президентом республіки після насиченого процесу визначення конституції 1918 року, якою він керував. Хоча новий президент був рішучим прихильником колегіальної виконавчої влади, він повинен був прийняти конституцію, яка не встановила його як єдину виконавчу владу, але співіснувала з президентством республіки.
Президент мав взяти на себе командування в 35 років. Він обіймав посаду президента в аудиторії університету республіки. Юнацький образ Брума символізував для багатьох своїх прихильників нову країну, що відкрилася створенням нової конституції та реформами в соціальному законодавстві, пропагуваної політичним сектором Хосе Батльє-і-Ордьонес .
Його президентство проходило в загальних рисах в межах важливої політичної та економічної стабільності. Чудовим фактом є те, що електоральна відстань, що опосередковується між батлістами і Національною партією на чолі з Луїсом Альберто де Еррерою, була скорочена.
28 лютого 1923 року, в останній день свого мандату, Бальтазар Брум відкрив у Монтевідео пам'ятник Артігасу на площі Незалежності, в якому сконцентрував один з найважливіших моментів культу мирян до фігури того політичного лідера, які назрівали довгий час.
Він брав участь у президентстві внутрішніх боїв партії Колорадо і повернувся на посаду в уряді в 1931 році, коли вступив до Національної адміністративної ради.

### Кабінет Міністрів
Його кабінет складався з:
| Міністерство     | Ім'я                 | Період      |
| ---------------- | -------------------- | ----------- |
| Внутрішніх справ | Javier Mendivil      | 1919        |
| Внутрішніх справ | Pedro Manini Ríos    | 1919        |
| Внутрішніх справ | Gabriel Terra        | 1919 — 1923 |
| Іноземних справ  | Daniel Muñoz         | 1919        |
| Іноземних справ  | Juan Antonio Buero   | 1919 — 1923 |
| Казначейство     | Federico Vidiella    | 1919 — 1921 |
| Казначейство     | Ricardo Vecino       | 1921 — 1923 |
| Війни та Флоту   | Guillermo Ruprecht   | 1919 — 1920 |
| Війни та Флоту   | Sebastián Buquet     | 1920 — 1923 |
| Юстиція          | Rodolfo Mezzera      | 1919 — 1922 |
| Юстиція          | Pablo Blanco Acevedo | 1922 — 1923 |
| Громадкість      | Humberto Pittamiglio | 1919 — 1922 |
| Громадкість      | Santiago Calcagno    | 1922 — 1923 |
| Промисловість    | Luis Caviglia        | 1919 — 1923 |

| Попередник: Фелісіано Вієра | Президент Уругваю 1919-1923                    | Наступник: Хосе Серрато      |
| Попередник: Луіс Кавігліа   | Президент Національної Адміністрації 1929-1931 | Наступник: Хуан Педро Фабіні |

## Переворот
У цій позиції він був здивований переворотом 31 березня 1933 року, коли президент Габріель Тера з Колорадо, за підтримки армії, поліції та сектора Національної партії розпустив парламент і призупинив Конституцію 1918 року.
Брум спробував закликати батлістів протистояти державному перевороту, і забарикадувався в приватному будинку в центрі Монтевідео (Río Branco 1394), готовий відмовитися від поліції, коли вони пішли арештувати його. За винятком деяких лівих та самого Батлізма, переворот розглядався з певною байдужістю населення. Навіть навколо будинку Брума зібралися натовпи глядачів, щоб розглянути події, як ніби вони були нещасним випадком.
Днем того дня, 31 березня 1933 року, була наполеглива розмова про те, що уряд Терри дозволить Бруму залишити країну, гарантуючи його особисту безпеку, але в будь-якому випадку він відхилив цю пропозицію. У ті моменти невпевненості, і перевіряючи, що його опір не дає ніяких плодів, Балтасар Брум пішов до центру вулиці сам, і після крику Віва Батльє! Хай живе свобода! застелився у серце.
Самогубство Брума по-різному трактувалося сучасниками, які навіть стверджували про психічний дисбаланс колишнього президента, але в даний час він розглядається як символ опору диктатурі і жертва за свободу. А його самогубство -романтичний і драматичний жест.

## Фортеця і парк Санта-Тереза
Виконуючи першу магістратуру республіки запропонував відновити фортецю Санта-Тереза і Форт Сан-Мігель, з плантаціями в її околицях, щоб зупинити невблаганний розвиток пісків, які вже почали покривати споруду. З цією метою Бруму вдалося розірвати інерцію Генеральної Асамблеї, отримавши необхідні ресурси. Відтоді до кінця своїх днів, Брум зробив Санта-Терезу своїм притулком і натхненням.

### Кам'яне серце національного парку Санта-Тереза
«Це посушливе місце має стати великим садом, в день, коли знайдеться Серце Каменю Алуа» , — зізнався він у квітні 1929 року, нащадкам індіанців Арахану. Відкриття цієї реліквії на вершині Серро-Аріда, разом з її історією, стало трансформативним. «Плантації» навколо фортеці були перетворені в екзотичний парк з особливими характеристиками. Оригінальна історія корінних народів слугувала Бруму як аргумент для своєї містичної версії: «Кам'яне серце сирени», що, за його власним почерком, буде увічнено в Книзі Честі цього парку. З іншого боку, серце кам'яного національного парку Санта-Тереза стало унікальним символом цього заповідника.